# Astatotilapia tchadensis
Astatotilapia tchadensis è una specie di ciclidi haplochromini che si trova in Ciad, Camerun, Nigeria, Niger e Repubblica Centrafricana, nel lago Ciad, nel suo bacino idrografico, e nel lago di Boukou, uno dei laghi di Ounianga in Ciad, la località del tipo.